# Кил (птици)
Вижте пояснителната страница за други значения на Кил.
Килът е анатомично образувание върху гръдната кост при много видове птици. Представлява изпъкнал навън ръб, разположен по дължината на костта перпендикулярно на равнината на ребрата. Той служи за подсилена опора на мускулите, задвижващи крилата на птицата, позволявайки ѝ да лети. Някои видове птици, особено нелетящите, нямат развит кил, но при други нелетящи питици, като пингвините, килът е запазен.